# Podospora cochleariformis
Podospora cochleariformis är en svampart som beskrevs av Cailleux 1969. Podospora cochleariformis ingår i släktet Podospora och familjen Lasiosphaeriaceae.   Inga underarter finns listade i Catalogue of Life.